# Viņš un Viņa
Viņš un Viņa (letton pour « lui et elle ») est un duo franco-letton, composé de la saxophoniste lettonne Ilze Lejiņa et du saxophoniste français Fred Hormain. 
Les deux musiciens ont entamé leur coopération en 2012,,,.

## Discographie
- 2014  : Viņš un Viņa
- 2019 : Christmas song